# Navigation marchande
Pour plus de détails, voir Fiche technique et Distribution.
Navigation marchande est un court métrage documentaire français de Georges Franju sorti en 1954. 
Ce film, renié par le réalisateur, est consacré au commerce maritime dans l'océan Atlantique.

## Fiche technique
- Titre : Navigation marchande
- Réalisation : Georges Franju
- Scénario : Rodolphe-Maurice Arlaud
- Commentaire : Georges Franju, dit par Roland Lesaffre
- Production : UGC
- Photographie : Henri Decae
- Musique : Jean-Jacques Grünenwald
- Pays de production :  France
- Format : Noir et blanc - 35 mm 1.37:1 — son monophonique
- Genre : Documentaire
- Durée : 30 minutes
- Date de sortie : 1954